# 思いきりアメリカン
「思いきりアメリカン」（おもいきりアメリカン）は、杏里10枚目のシングル。1982年4月21日発売。発売元はフォーライフ・レコード。

## 解説
『思いきりアメリカン』は、7thシングル『コットン気分』と同様、ニベア花王のコロン「リマーラ」のCMソングとして起用され、再び杏里もCM出演した。オリジナル・アルバム未収録で、翌月発売されたベスト・アルバム『思いきりアメリカン 〜I Love Popping World, Anri〜』に収録された。B面の『風の中で loving you』は長年未CD化だったが、2011年にリマスター再リリースの4thアルバム『Heaven Beach』にボーナス・トラックとして初収録された。
雑誌『昭和40年男』（Vol.58に掲載）の杏里へのインタビューによると、タイトルの「アメリカン」は、当時キャンペーンで大阪・ABCテレビの「おはよう朝日です」（関西ローカル番組）に出演した時、局内スタジオで出されたコーヒーがあまりにも薄くて、「思いきりアメリカン」というフレーズが思わず浮かんできたとの事。
小林武史の草創期の作品である。

## 収録曲
編曲：佐藤準
1. 思いきりアメリカン
作詞：竜真知子・杏里 作曲：小林武史
  - 花王コロン「リマーラ」CMソング
2. 風の中で loving you
作詞：竜真知子 作曲：小林みちひろ

## 関連作品
- 思いきりアメリカン 〜I Love Poping World,Anri〜
- Heaven Beach
- ザ・杏里
- MY FAVORITE SONGS
- ANRI AGAIN〜Best Of Myself
- Surf & Tears